# 绍约拉斯洛村
绍约拉斯洛村（匈牙利語：Sajólászlófalva）是匈牙利包尔绍德-奥包乌伊-曾普伦州所辖的一个村。总面积6.62平方公里，总人口434，人口密度65.6人/平方公里（2011年1月1日）。